# Lingula (exogéologie)
Pour les articles homonymes, voir Lingula.

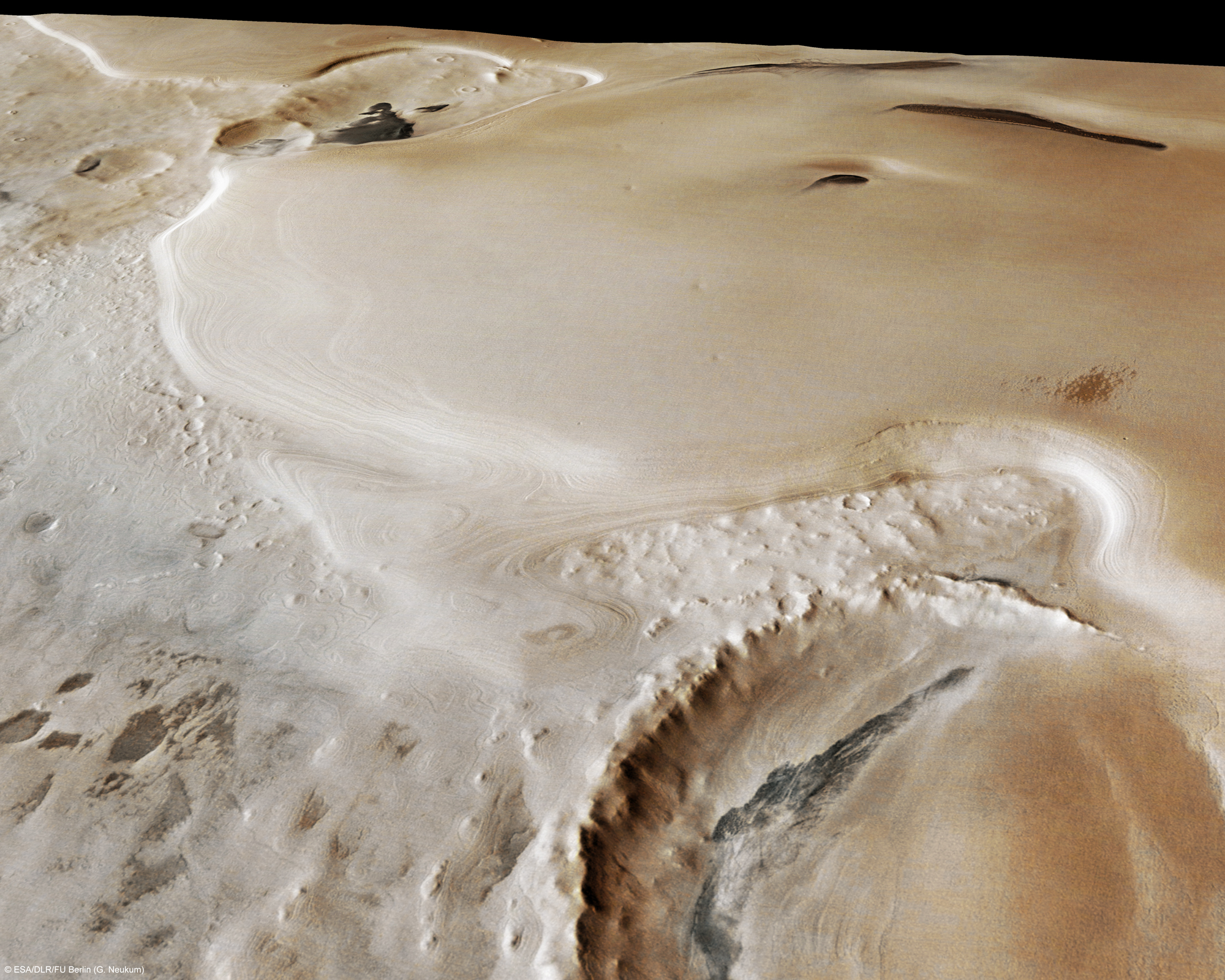
Promethei Lingula, extension du plateau Promethei Planum

Lingula (pluriel lingulae) est un mot d'origine latine qui désigne l'extension d'un plateau possédant des limites lobées ou en forme de langues. Ce type de formation a été ajouté très récemment (fin 2004) à la nomenclature martienne.